# Tecnologia hàptica

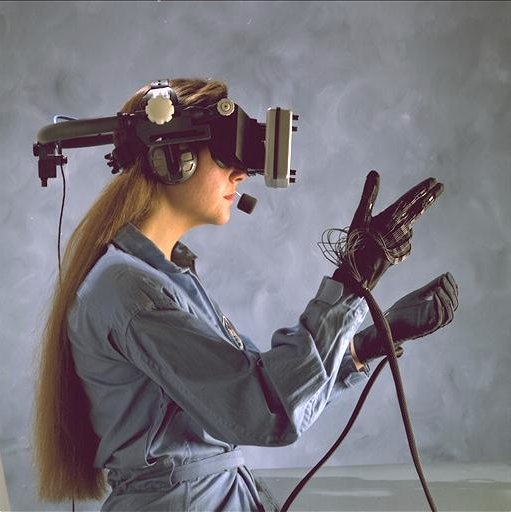
Una Head-Mounted display dels anys 80 del segle i guants amb cable al Centre de Recerca Ames de la NASA

La tecnologia hàptica, també coneguda com comunicació cinestèsica o 3D touch, fa referència a qualsevol tecnologia que pugui crear una experiència de tacte aplicant forces, vibracions o moviments a l'usuari. Aquestes tecnologies es poden emprar per crear objectes virtuals en una simulació per ordinador, per controlar objectes virtuals i per millorar el control remot de màquines i dispositius (telerobòtica). Els dispositius hàptics poden incorporar sensors tàctils que mesuren les forces exercides per l'usuari a la interfície. La paraula hàptic, prové del grec ἁπτικός (haptikos), significa "tàctil, relacionat amb el sentit del tacte". Els dispositius hàptics simples són habituals en forma de controladors de joc, palanques de control i volants de direcció.
La tecnologia hàptica facilita la investigació de com funciona el sentit del tacte humà permetent la creació d'objectes virtuals hàptics controlats. La majoria dels investigadors distingeixen tres sistemes sensorials relacionats amb el sentit del tacte en humans: cutani, cinestèsic i hàptic. Totes les percepcions intervingudes per la sensibilitat cutània i cinestèsica s'anomenen percepció tàctil. El sentit del tacte es pot classificar com a passiu i actiu, i el terme "hàptic" sovint s'associa amb el tacte actiu per comunicar o reconèixer objectes.

## Història
Una de les primeres aplicacions de la tecnologia hàptica va ser en grans avions que utilitzen sistemes de servomecanismes per operar superfícies de control. En avions més lleugers sense servosistemes, a mesura que l'avió s'acostava a una parada, els cops aerodinàmics (vibracions) se sentien als controls del pilot. Aquest va ser un avís útil d'una condició de vol perillosa. Els servosistemes tendeixen a ser "unidireccionals", és a dir, les forces externes aplicades aerodinàmicament a les superfícies de control no es perceben als controls, donant lloc a la manca d'aquesta important indicació sensorial. Aquest va ser un avís útil d'una condició de vol perillosa. Els servosistemes tendeixen a ser "unidireccionals", és a dir, les forces externes aplicades aerodinàmicament a les superfícies de control no es perceben als controls, donant lloc a la manca d'aquesta important indicació sensorial. Es mesura l'angle d'atac i, a mesura que s'acosta el punt crític de pèrdua, s'activa un vibrador de palanca que simula la resposta d'un sistema de control més simple. Alternativament, es pot mesurar la servoforça i dirigir el senyal a un servosistema del control, també conegut com a "informació de força". La informació de força s'ha implementat experimentalment en algunes excavadores i és útil quan s'excava material mixt com ara roques grans incrustades en llim o argila. Permet a l'operador "sentir" i evitar obstacles invisibles.
Als anys 60 del segle xx, Paul Bach-y-Rita va desenvolupar un sistema de substitució de visió utilitzant una matriu de 20x20 de barres metàl·liques que es podien aixecar i baixar, produint "punts" tàctils anàlegs als píxels d'una pantalla. Les persones assegudes en una cadira equipada amb aquest dispositiu podrien identificar imatges a partir del patró de punts marcats a les seves esquenes.
La primera patent dels EUA per a un telèfon tàctil es va concedir a Thomas D. Shannon el 1973. Un primer sistema de comunicació tàctil home-màquina va ser construït per A. Michael Noll a Bell Telephone Laboratories, Inc. a principis de la dècada de 1970 and a patent was issued for his invention in 1975.

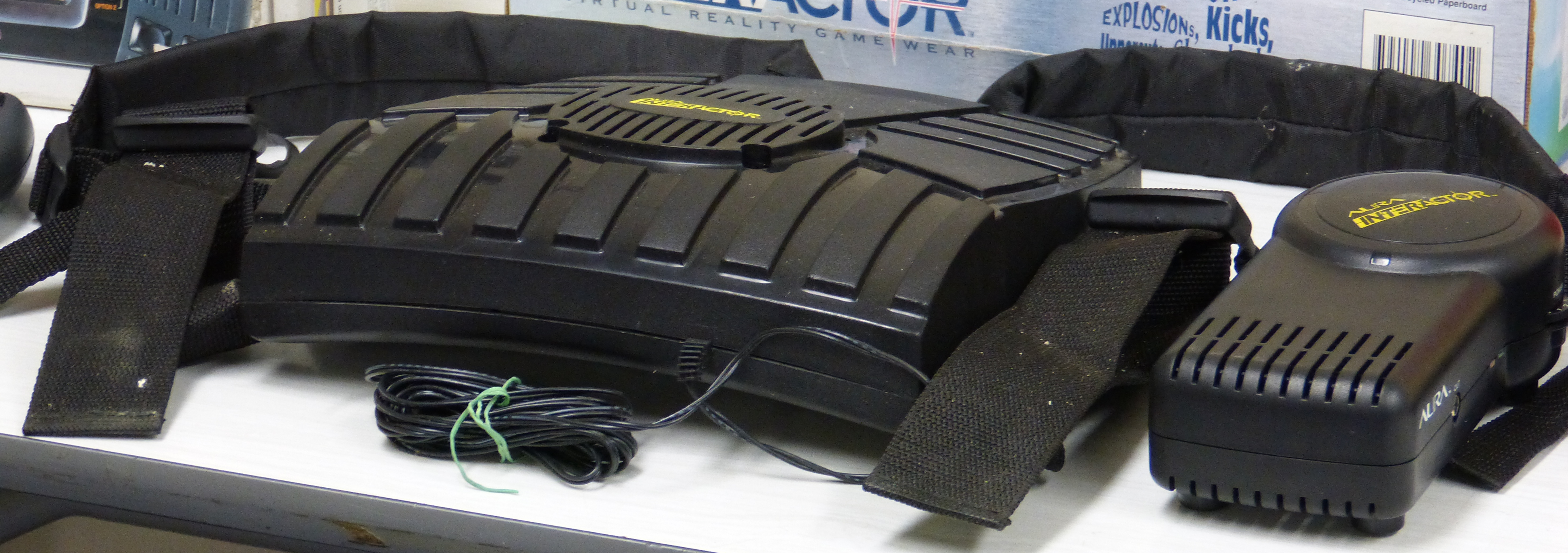
Armilla Aura Interactor

El 1994 es va desenvolupar l'armilla Aura Interactor. L'armilla és un dispositiu portàtil de informació de força que monitoritza un senyal d'àudio i utilitza tecnologia d'actuador electromagnètic per convertir les ones sonores greus en vibracions que poden representar accions com un cop de puny o una puntada de peu. L'armilla es connecta a la sortida d'àudio d'un equip estèreo, televisor o VCR i el senyal d'àudio es reprodueix a través d'un altaveu integrat a l'armilla.
El 1995, Thomas Massie va desenvolupar el sistema PHANToM (Personal HAptic interface Mechanism). Va utilitzar receptacles semblants a didals a l'extrem dels braços informatitzats en els quals es podien inserir els dits d'una persona, cosa que els permetia "sentir" un objecte a la pantalla d'un ordinador.
El 1995, el noruec Geir Jensen va descriure un dispositiu hàptic rellotge de polsera amb un mecanisme de toc a la pell, anomenat Tap-in. El rellotge de polsera es connectaria a un telèfon mòbil mitjançant Bluetooth, i els patrons de freqüència de tocs permetrien que l'usuari respondre a les trucades amb missatges curts seleccionats.
El 2015 es va llançar l'Apple Watch. Utilitza la detecció del toc de la pell per enviar notificacions i alertes des del telèfon mòbil de l'usuari del rellotge.

## Tipus de detecció tàctil mecànica
La detecció humana de la càrrega mecànica a la pell està gestionada per mecanoreceptors.Hi ha diversos tipus de mecanoreceptors, però els presents a la punta del dit es classifiquen normalment en dues categories. Acció ràpida (AR) i acció lenta (AL). Els mecanoreceptors AL són sensibles a tensions relativament grans ia freqüències baixes, mentre que els mecanoreceptors AR són sensibles a tensions més petites a freqüències més altes. El resultat d'això és que generalment els sensors AL poden detectar textures amb amplituds superiors a 200 micròmetres i els sensors AR poden detectar textures amb amplituds inferiors a 200 micròmetres fins a aproximadament 1 micròmetre. Tot i que algunes investigacions suggereixen que l'AR només pot detectar textures més petites que la longitud d'ona de l'empremta digital. Els mecanoreceptors AR aconsegueixen aquesta alta resolució de detecció detectant vibracions produïdes per la fricció i una interacció de la textura de l'empremta digital que es mou sobre una textura superficial fina.

## Implementació

### Vibració
La majoria de l'electrònica que ofereix resposta hàptica utilitza vibracions, i la majoria utilitzen un tipus de accionador de massa giratòria excèntrica (ERM), que consisteix en un pes desequilibrat connectat a un eix del motor. A mesura que l'eix gira, el gir d'aquesta massa irregular fa que l'actuador i el dispositiu connectat es moguin. Alguns dispositius més nous, com els MacBooks i iPhones d'Apple que compten amb el "Taptic Engine", aconsegueixen les seves vibracions amb un actuador ressonant lineal (LRA), que mou una massa de manera recíproca mitjançant una bobina magnètica, semblant a com els senyals elèctrics de CA es tradueixen en moviment al con d'un altaveu.
Els actuadors piezoelèctrics també s'utilitzen per produir vibracions i ofereixen un moviment encara més precís que els LRA, amb menys soroll i en una plataforma més petita, però requereixen voltatges més alts que els ERM i LRA.

### Informació forçada
Els dipositius d'informació forçada emprenmotors per manipular el moviment d'un element que té l'usuari. Un ús comú és en videojocs i simuladors de conducció d'automòbils, que fan girar el volant per simular les forces experimentades quan es pren un vehicle real. Les rodes de transmissió directa, introduïdes el 2013, es basen en servomotors i són els volants de curses amb informació forçada més avançades quant a resistència i fidelitat.
El 2007, Novint va llançar el Falcon, el primer dispositiu tàctil 3D de consum amb informació forçada tridimensional d'alta resolució. Això va permetre la simulació hàptica d'objectes, textures, retrocés, impuls i la presència física d'objectes als jocs.

### Anells de vòrtex d'aire
Els anells de vòrtex d'aire són bosses d'aire en forma de bunyol formades per ràfegues d'aire concentrades. Els vòrtexs d'aire concentrats poden tenir la força d'apagar una espelma o moure els papers a uns pocs metres de distància. Tant Microsoft Research (AirWave) com Disney Research (AIREAL) han utilitzat vòrtexs d'aire per oferir resposta hàptica sense contacte.

### Ultrasò
Els feixos d'ultrasons enfocats es poden utilitzar per crear una sensació de pressió localitzada en un dit sense tocar cap objecte físic. El punt focal que crea la sensació de pressió es genera controlant individualment la fase i la intensitat de cada transductor en una sèrie de transductors d'ultrasons. Aquests feixos també es poden utilitzar per oferir sensacions de vibració, i donar als usuaris la possibilitat de sentir objectes virtuals en 3D.
Una altra forma de resposta tàctil resulta del tacte actiu quan un humà escaneja (passa el dit per una superfície) per obtenir informació sobre la textura d'una superfície. A través d'aquesta acció es pot recopilar una quantitat important d'informació sobre la textura d'una superfície a escala micromètrica, ja que les vibracions resultants de la fricció i la textura activen els mecanoreceptors a la pell humana. Cap a aquest objectiu es pot fer que les plaques vibrin a una freqüència ultrasònica que redueix la fricció entre la placa i la pell.

## Aplicacions

### Automoció
Amb la introducció de grans panells de control de pantalla tàctil als quadres de comandament dels vehicles, la tecnologia de resposta hàptica s'empra per proporcionar confirmació de les ordres tàctils sense necessitat que el conductor deixi la vista de la carretera. Les superfícies de contacte addicionals, com ara el volant o el seient, també poden proporcionar resposta hàptica al conductor, per exemple, un patró de vibració d'advertència quan està a prop d'altres vehicles.

### Art
Les tecnologies hàptiques s'han explorat en les arts virtuals, com ara la síntesi de so o el disseny gràfic i l'animació. La tecnologia hàptica es va utilitzar per millorar les peces d'art existents a l'exposició Tate Sensorium el 2015. En la creació musical, el fabricant suec de sintetitzadors Teenage Engineering va introduir un mòdul subwoofer hàptic per al seu sintetitzador OP-Z que permet als músics sentir les freqüències baixes directament al seu instrument.

### Aviació
La informació forçada es pot utilitzar per augmentar l'adhesió a un embolcall de vol segur i, per tant, reduir el risc que els pilots entrin en estats perillosos de vols fora de les fronteres operatives, mantenint l'autoritat final dels pilots i augmentant la seva consciencia situacional.

### Medicina i odontologia
S'estan desenvolupant interfícies hàptiques per a la simulació mèdica per a la formació en procediments mínimament invasius com la laparoscòpia i radiologia intervencionista, i per formar estudiants d'odontologia. Un Virtual Haptic Back (VHB) es va integrar amb èxit al pla d'estudis de la Universitat d'Ohio College of Osteopathic Medicine. La tecnologia hàptica ha permès el desenvolupament de la cirurgia de telepresència, la qual cosa permet als cirurgians experts operar els pacients a distància. Quan el cirurgià fa una incisió, sent una resposta tàctil i de resistència com si treballés directament sobre el pacient.
La tecnologia hàptica també pot proporcionar informació sensorial per millorar les deficiències relacionades amb l'edat en el control de l'equilibri i prevenir caigudes en la gent gran i amb problemes d'equilibri.

### Dispositius mòbils

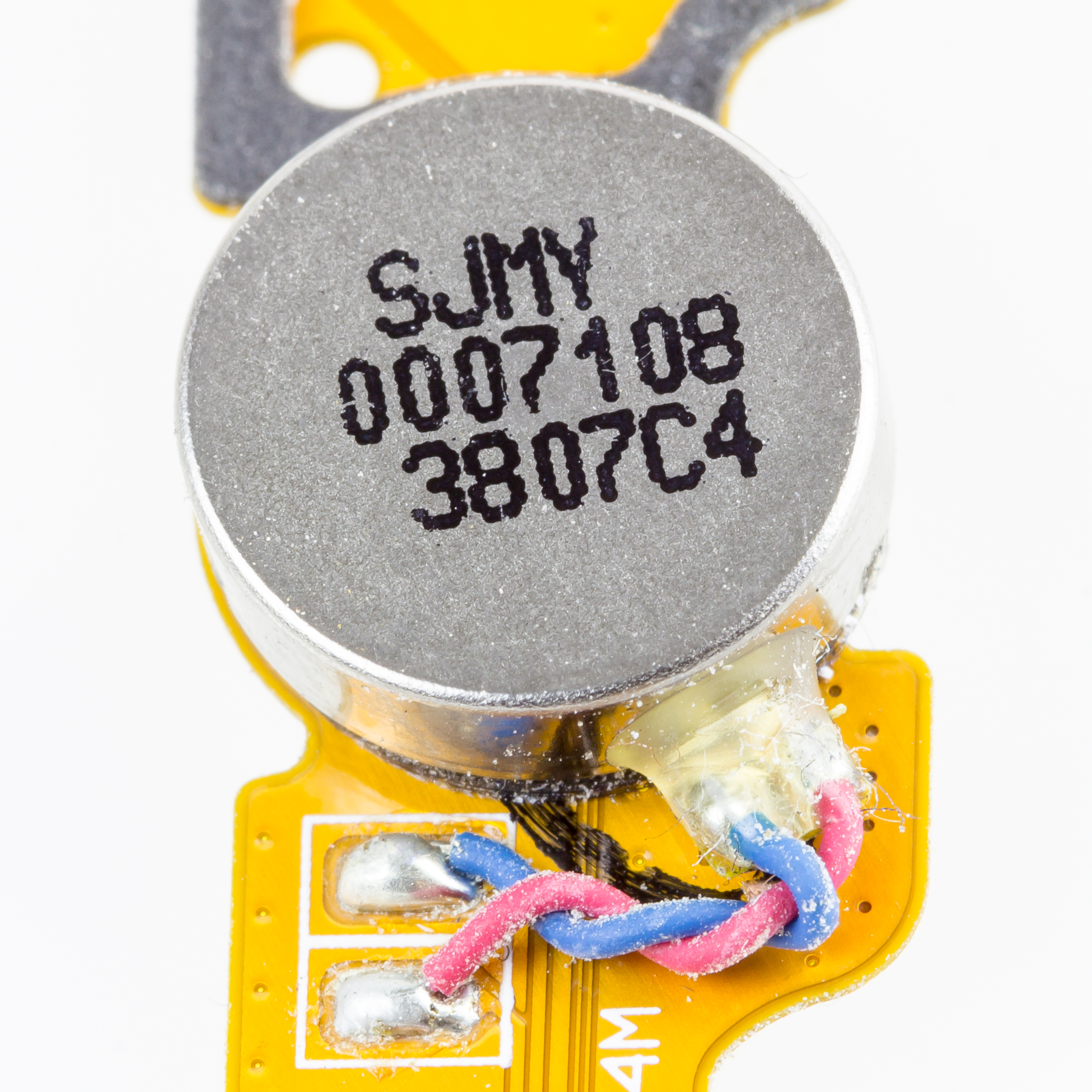
Vibramotor of LG Optimus L7 II

La resposta hàptica tàctil és comú als dispositius mòbils.En la majoria dels casos, això pren la forma de resposta de vibració al tacte. Alpine Electronics utilitza una tecnologia de resposta hàptica anomenada PulseTouch en moltes de les seves unitats estèreo i de navegació per a cotxes amb pantalla tàctil. El Nexus One inclou respostes hàptiques, segons les seves especificacions. Samsung va llançar per primera vegada un telèfon amb tecnologia hàptica el 2007.
La superfície hàptica es refereix a la producció de forces variables en el dit d'un usuari mentre interactua amb una superfície com una pantalla tàctil. Tanvas empra una tecnologia electroestàtica per controlar les forces en el pla experimentades per la punta d'un dit, com a funció programable del moviment del dit. El projecte TPaD Tablet utilitza una tecnologia d'ultrasò per modular l'aparent relliscós d'una pantalla tàctil de vidre.
El 2013, Apple Inc. va rebre la patent per a un sistema de retroalimentació hàptic adequat per a superfícies multitàctils. La patent dels EUA d'Apple per a un "Mètode i aparell per a la localització de la resposta hàptica" descriu un sistema on almenys dos actuadors es col·loquen sota un dispositiu d'entrada multitàctil, proporcionant una retroalimentació vibratòria quan un usuari entra en contacte amb la unitat. Concretament, la patent preveu que un actuador indueixi una vibració d'informació, mentre que almenys un altre actuador utilitza les seves vibracions per localitzar l'experiència hàptica evitant que el primer conjunt de vibracions es propagui a altres zones del dispositiu. La patent dona l'exemple d'un "teclat virtual", però també s'observa que la invenció es pot aplicar a qualsevol interfície multitàctil.

### Neurorehabilitació
Per a persones amb disfunció motora de les extremitats superiors, es podrien utilitzar dispositius robòtics que utilitzen resposta hàptica per a la neurorehabilitació. Els dispositius robòtics, com ara els efectes finals, i els exoesquelets amb terra i sense terra, s'han dissenyat per ajudar a restablir el control sobre diversos grups musculars. La resposta hàptica aplicada per aquests dispositius robòtics ajuda a la recuperació de la funció sensorial a causa de la seva naturalesa més immersiva.

### Trencaclosques
Els trencaclosques hàptics s'han ideat per investigar l'exploració, la recerca, l'aprenentatge i la memòria hàptica orientats a objectius en entorns 3D complexos. L'objectiu és habilitar robots amb diversos dits amb sentit del tacte i obtenir més informació sobre el metaaprenentatge humà.

### Ordinadors personals
El 2008, MacBook i MacBook Pro d'Apple Inc. van començar a incorporar un disseny "tàctil touchpad". amb funcionalitat de botons i resposta hàptica incorporada a la superfície de seguiment. Van seguir productes com ara el Synaptics ClickPad.
El 2015, Apple va introduir els trackpads "Force Touch" al MacBook Pro de 2015 que simula els clics amb un "Motor Tàptic".

### Robòtica
La resposta hàptica és essencial per fer tasques complexes mitjançant la telepresència. La Shadow Hand, una mà robòtica avançada, té un total de 129 sensors tàctils incrustats a cada articulació i coixinet dels dits que transmeten informació a l'operador. Això permet fer tasques com ara escriure des de la distància. Un dels primers prototips es pot veure a la col·lecció de robots humanoides de la NASA, o robonautes.

### Substitució sensorial
El desembre de 2015, David Eagleman va demostrar una armilla portàtil que "tradueix" la parla i altres senyals d'àudio en una sèrie de vibracions, això va permetre a les persones amb discapacitat auditiva "sentir" els sons al seu cos, des de llavors s'ha fet comercialment com una polsera.

### Espai
L'ús de tecnologies hàptiques pot ser útil en l'exploració espacial, incloses les visites al planeta Mart, segons informes de premsa.

### Pantalles electròniques tàctils
Una pantalla electrònica tàctil és un dispositiu de visualització que ofereix text i informació gràfica mitjançant el sentit del tacte. Dispositius d'aquest tipus s'han desenvolupat per ajudar els usuaris cecs o sords proporcionant una alternativa a la sensació visual o auditiva.

### Teleoperadors i simuladors
Els teleoperadors són eines robòtiques controlades a distància. Quan l'operador rep una informació sobre les forces implicades, això s'anomena teleoperació hàptica.
Els teleoperadors són eines robòtiques controlades a distància. Quan l'operador rep una resposta sobre les forces implicades, això s'anomena teleoperació hàptica. Els primers teleoperadors accionats elèctricament van ser construïts als anys 50 del segle xx al Laboratori Nacional Argonne per Raymond Goertz per manipular remotament substàncies radioactives. Des de llavors, l'ús de la informació de força s'ha estès en altres tipus de teleoperadors, com ara els dispositius d'exploració submarina controlats a distància.
Idealment. els dispositius com ara simuladors mèdics i simuladors de vol proporcionen la informació de força que se sentiria a la vida real. Les forces simulades es generen mitjançant controls de l'operador hàptic, cosa que permet desar o reproduir dades que representen sensacions tàctils.

### Teledildònia
La resposta hàptica s'utilitza en teledildònia, o "tecnologia sexual", per connectar de manera remota les joguines sexuals i permetre als usuaris participar en sexe virtual o permetre que un servidor remot controli la seva joguina sexual. El terme va ser encunyat per primera vegada per Ted Nelson l'any 1975, quan parlava del futur de l'amor, la intimitat i la tecnologia. En els últims anys, la teledildònia i la tecnologia sexual s'han expandit per incloure joguines amb una connexió bidireccional que permeten el sexe virtual mitjançant la comunicació de vibracions, pressions i sensacions. Molts vibradors "intel·ligents" permeten una connexió unidireccional entre l'usuari o un soci remot, per permetre el control de la joguina.

### Videojocs

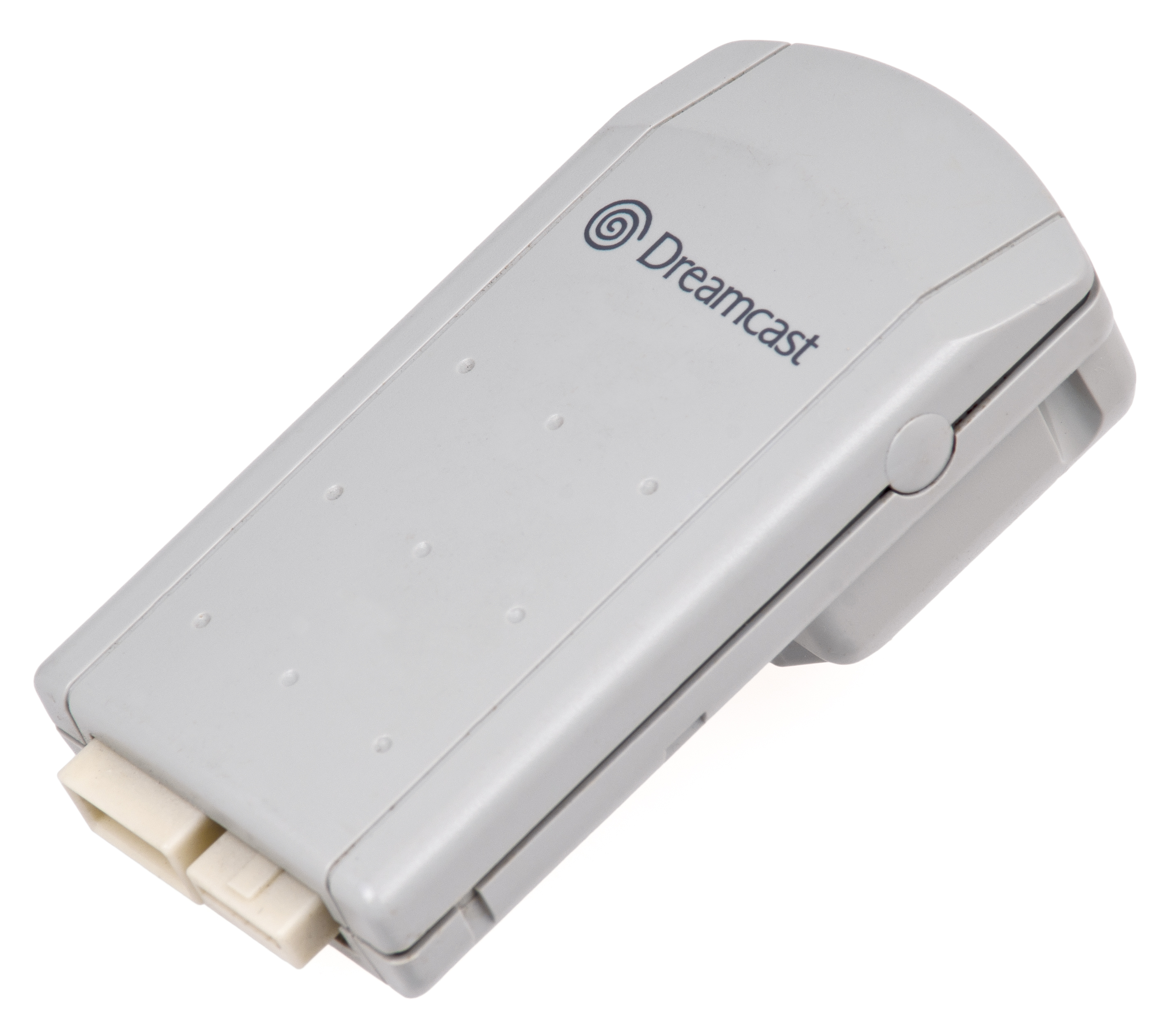
Els paquets rumble per a controladors, com aquest Dreamcast Jump Pack, proporcionen comentaris hàptics a través de les mans dels usuaris

Els comentaris integrats hàptics s'empra habitualment als jocs arcade, especialment als videojocs de curses. L'any 1976, el joc de motos de Sega Moto-Cross, també conegut com Fonz, va ser el primer joc a utilitzar resposta hàptica, provocant que el manillar vibrés durant una col·lisió amb un altre vehicle.[75] El TX-1 de Tatsumi va introduir la informació de força als jocs de conducció de cotxes el 1983.[76] El joc Earthshaker! va afegir comentaris hàptics a una màquina de pinball el 1989.
Els dispositius hàptics simples són comuns en forma de controladors de jocs, palanques de control i volants. Les primeres implementacions es van proporcionar mitjançant components opcionals, com ara el Rumble Pak del controlador Nintendo 64 el 1997. El mateix any, Microsoft SideWinder Force Feedback Pro amb comentaris integrats va ser llançat per Immersion Corporation. Molts controladors i palanques de control de la consola inclouen dispositius de informació integrats, que són motors amb pesos desequilibrats que giren i fan que vibri, inclosa la tecnologia DualShock de Sony i la tecnologia Impulse Trigger de Microsoft. Alguns controladors de volant d'automòbil, per exemple, estan programats per proporcionar una "sensació" de la carretera. Quan l'usuari fa un gir o accelera, el volant respon resistint els girs o lliscant sense control.
Entre les introduccions destacades destaquen:
- 2013: Les microconsoles Steam Machine de Valve, inclosa una nova unitat Steam Controller que utilitza.[75] Els sistemes de comentaris integrats d'aquests controladors són configurables per l'usuari. També el 2013 es va introduir la primera roda de tracció directa per a les simulació de curses.[76]
- 2015: El controlador de vapor amb HD Haptics, amb actuadors de força hàptica a banda i banda del controlador, de Valve.[77]
- 2017: El Joy-Con de Nintendo Switch va introduir la funció HD Rumble, desenvolupada amb Immersion Corporation i amb actuadors Alps.[78][79][80]
- 2018: Els Razer Nari Ultimate, auriculars per a jocs que utilitzen un parell de controladors hàptics de freqüència àmplia, desenvolupats per Lofelt.[81][82]
- 2020: Els controladors de PlayStation 5 de Sony poden adaptar la resistència dels controls de tret, com ara simular la resistència creixent que se sent mentre s'estira la corda d'un arc, així com uns comentaris integrats hàptics més precisos a través d'actuadors de bobina de veu.[83]

### Realitat virtual
Els sistemes hàptics estan guanyant una àmplia acceptació com a part clau dels sistemes de realitat virtual, on s'afegeix el sentit del tacte a les interfícies que anteriorment només eren visuals. S'estan desenvolupant sistemes per emprar interfícies hàptiques per al modelatge i disseny 3D, inclosos sistemes que permeten veure i sentir els hologrames. Diverses empreses estan fabricant armilles hàptics de cos sencer o tors o vestit hàptic per utilitzar-los en realitat virtual immersiva per permetre als usuaris sentir explosions i impactes de bala.